# Хелен Делић Бентли
Хелен Делић Бентли (енгл. Helen Delich Bentley; Рут, 28. новембар 1923 — Тимониум, 6. август 2016) била је америчка политичарка српског порекла. Као члан Републиканске странке, била је члан Представничког дома Сједињених Америчких Држава од 1985. до 1995. године.

## Детињство и младост
Хелен Делић је рођена 28. новембра 1923. године у руднику бакра у Руту у Невади, у породици српских емиграната. Њен отац је био рудар и преминуо је од силикозе, када је Хелен имала осам година. Због тога је морала да се већ тада запосли у једној продавници, а у кући су примили подстанаре.
У средњој школи је почела да ради за локални недељник који је издавао Чарлс Расел, републиканац и гувернер Неваде. Добила је стипендију за студије новинарства на Универзитету у Мисурију, где је дипломирала 1944. године као одличан студент. Током студија је водила сенаторску кампању демократског кандидата Џејмса Скрухема, као његов секретар.

## Каријера

### Новинарство
Радила је у локалним новинама у Форт Вејну у Индијани и Луистону у Ајдаху, као и за све водеће листове Источне обале. Брзо је увидела да посао локалног новинара, нарочито женама, не нуди развијену каријеру. Од 1945. године је почела да ради као извештач новина у Балтимору и почела да се бави питањима положаја радника и синдиката, као и темама из поморства.
Од 1950. године је водила локални телевизијски програм. Извештавала је о проблемима снабдевања америчких трупа у луци Сајгон за време Вијетнамског рата. Њени извештаји су стигли до председника Линдона Џонсона, који је одмах предузео мере да се проблеми реше.

### Политика
Одбила је место члана Савезне поморске комисије у Вашингтону 1969. године, тражећи да буде њен председник. Изабрана је за председника комисије и ту је остала до 1975. године. Тако је постала жена највишег ранга у администрацији председника Ричарда Никсона.
Након две неуспешне кандидатуре, 1984. године је победила демократског противкандидата у другом конгресном округу Мериленда и постала члан Представничког дома Сједињених Америчких Држава. У Конгресу је била од 3. јануара 1985. до 3. јануара 1995. године.
За време распада Југославије, активно се залагала за подршку српском народу и противила се мешању САД. Наговарала је Добрицу Ћосића да пристане на избор за првог председника Савезне Републике Југославије 1992. године, у покушају да се ослаби утицај Слободана Милошевића.
Уместо за Конгрес, 1994. године се кандидовала за гувернера Мериленда, али је поражена на изборима. Тада је основала приватну консултантску фирму за међународну трговину и почела да ради као саветник лучке управе Мериленда и луке Балтимора.
Поново се кандидовала за члана Представничког дома 2002. године. Међутим, њена држава је постала знатно наклоњена демократама, тако да је доживела изборни пораз.

### Признања
Хелен Делић Бентли је 2004. године примљена у Међународну поморску кућу славних.

## Смрт
Преминула је 6. августа 2016. године у Тимониуму, држава Мериленд (САД).
Лука у Балтимору, којом се бавила у својим писањима као млада новинарка и где је касније радила као саветник, понела је њено име (енгл. Helen Delich Bentley Port of Baltimore) 2006. године, поводом 300. годишњице постојања ове луке.

## Приватни живот
Била је удата за Вилијама Роја Бентлија, који је преминуо 2003. године. Нису имали деце.